# ミシェル・サンシ
ミシェル・サンシ（Michel Sanchis　1951年9月3日 - ）はフランスの柔道選手。階級は86kg級。身長172cm。

## 人物
1971年に世界軍人選手権大会の中量級で優勝すると、1974年と1976年のドイツ国際でも優勝した。1979年にはフランス国際と地中海競技大会の86kg級で2位になると、地元フランスのパリで開催された世界選手権では銅メダルを獲得した。翌年のモスクワオリンピックでは初戦で敗れた。

## 主な戦績
中量級での戦績
- 1971年 - 世界軍人選手権大会　優勝
- 1974年 - ドイツ国際　優勝
- 1976年 - ドイツ国際　優勝

86kg級での戦績
- 1979年 - フランス国際　2位
- 1979年 - 地中海競技大会　2位
- 1979年 - 世界選手権　3位
- 1980年 - オランダ国際　優勝
- 1981年 - フランス国際　2位